# Eugen Herrigel
Eugen Herrigel (ur. 20 marca 1884, zm. 1955), filozof niemiecki, przedstawiciel neokantowskiej szkoły badeńskiej, jeden z pionierów zen w Europie.
Przez sześć lat (1924–1929) wykładał filozofię na Uniwersytecie Tohoku w Sendai. W tym też okresie praktykował kyūdō (japońskie łucznictwo) u mistrza Kenzō Awy. Swoje refleksje z tej nauki zen przybliżył w książce Zen w sztuce łucznictwa (oryg. Zen in der Kunst des Bogenschießens; pierwsze wyd. niemieckie 1948), praca ta została przełożona na wiele języków, w tym na angielski (1953) i japoński (1956). Na polski przetłumaczył ją Michał Kłobukowski (Wydawnictwo Pusty Obłok, 1988; Bydgoszcz: Diamond Books, 2007).